# Fruit (architecture)
Pour les articles homonymes, voir Fruit.

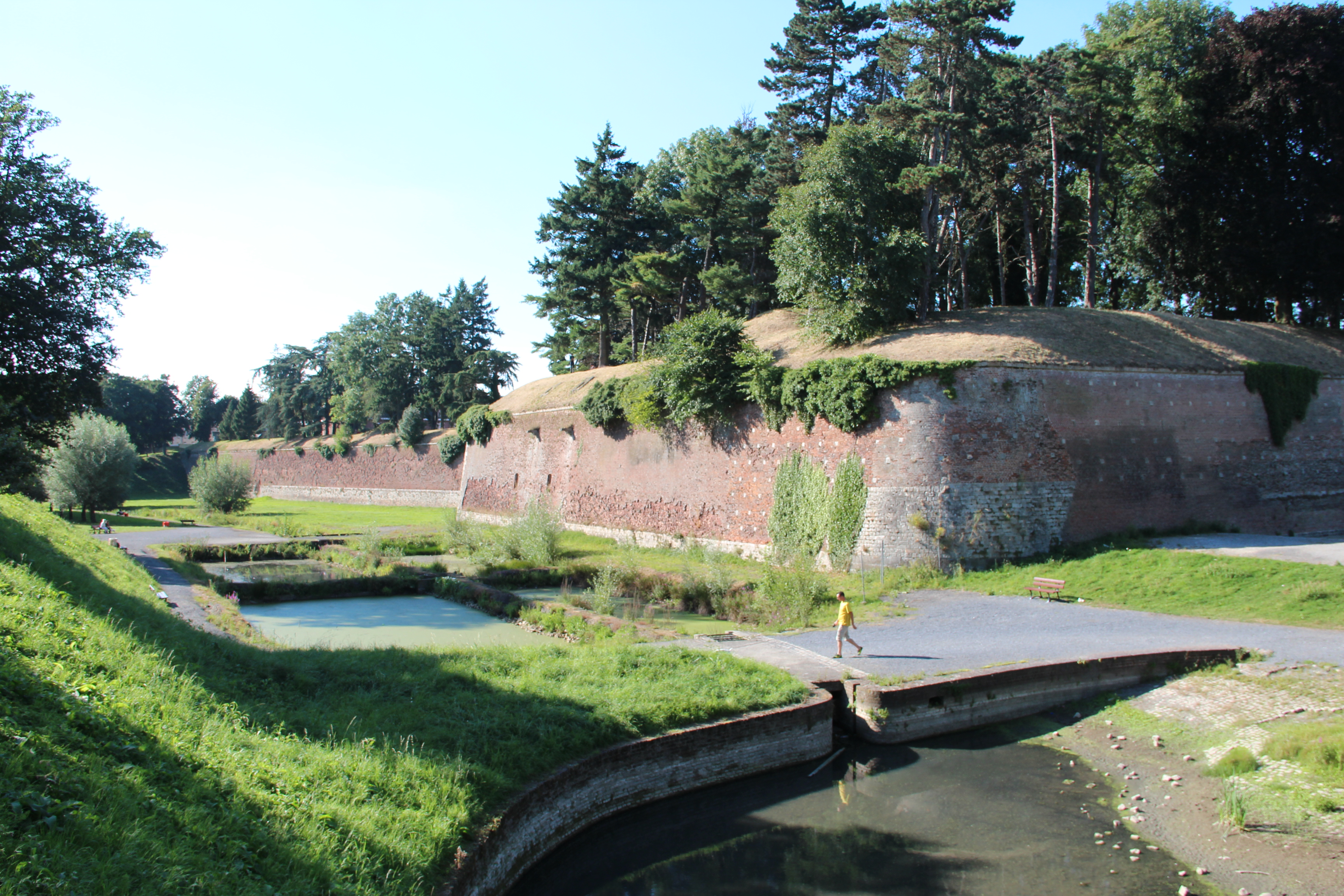
Murs avec fruit, Le Quesnoy, bastion et fortifications, sud-ouest de la citadelle Vauban.

« Fruit » est un terme employé en architecture pour désigner une diminution de l'épaisseur qu'on donne à un mur au fur et à mesure qu'on s'élève : en suivant le parement extérieur vers le sommet, on avance ainsi dans la base de sustentation.

## Présentation
Le fruit est la valeur de l'obliquité de la face extérieure d'un mur. Plus il est important, plus il renforce sa résistance aux forces qui pourraient le pousser vers l'extérieur et lui assure ainsi une meilleure stabilité. À la base d'une tour ou d'un mur, le fruit permet, selon sa valeur, d'une part de donner à un objet lancé des mâchicoulis, un rebond favorable à l'écrasement des ennemis en approche sous les murs, et d'autre part d'accroitre les efforts à déployer pour les opérations de sape. Cette obliquité permet aussi de réduire les infiltrations d'eau par capillarité, ce qui réduit la désagrégation de la pierre par la formation de salpêtre.
Un talus, avec une forte inclinaison, a un fruit relativement faible. Un glacis, avec une inclinaison moyenne à faible, a un fruit important.
Le fruit est également, par extension, l'inclinaison que l'on donne au plan d'un vantail pour que son poids tende à le maintenir fermé.
La valeur du fruit s'établit comme celle d'une pente, mais vis-à-vis de la verticale, avec un ratio entre les 2 extrémités. C'est la tangente de l'angle que fait le parement avec la verticale : {\displaystyle {\frac {\text{distance (sur l'horizontale) }}{\text{Hauteur verticale}}}}
Ainsi pour un barrage-poids, le fruit de son parement amont est en général de 0,1, alors qu'il est de 0,7 pour son parement aval.
Un mur vertical a un fruit nul. Un parement avec une inclinaison de 45° a un fruit de 1. Un plan horizontal a un fruit infini.
Le contre-fruit est l'obliquité inverse qui met le sommet en surplomb de la ligne de base.